# Енисейское (озеро)
Енисе́йское — озеро на северо-востоке Гыданского полуострова на крайнем севере Западной Сибири. Находится северо-восточнее озёр Ямбуто и Периптавето. Площадь 18,6 км², площадь водосборного бассейна — 81 км². Имеет почти идеальную круглую форму. Длина озера с запада на восток составляет около 5,9 км, ширина с севера на юг — 5 км. Высота над уровнем моря — 27 м. Обширные отмели у западного берега, к которому примыкает заболоченное урочище Хасрё. Берега пологие, поросшие тундровой растительностью.
На востоке вытекает река Екаряуяха, впадающая в Енисейский залив Карского моря.
Административно относится к Таймырскому Долгано-Ненецкому району Красноярского края, однако в 12 км к востоку находится граница Тазовского района Ямало-Ненецкого автономного округа.